# ロンドンタクシー

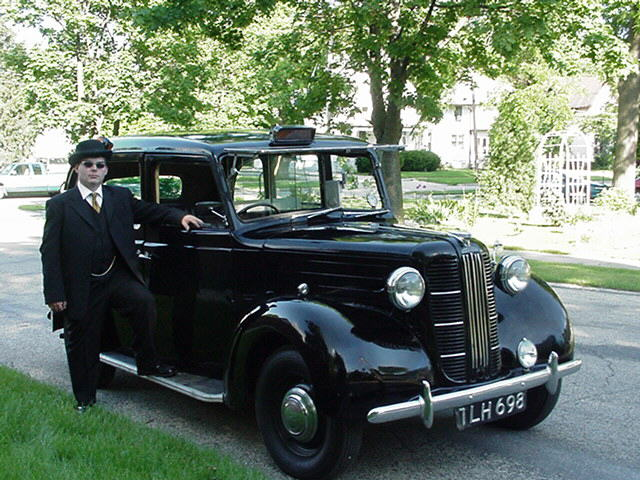
ロンドンタクシー（旧）
オースチン FX3
1948年 - 1958年

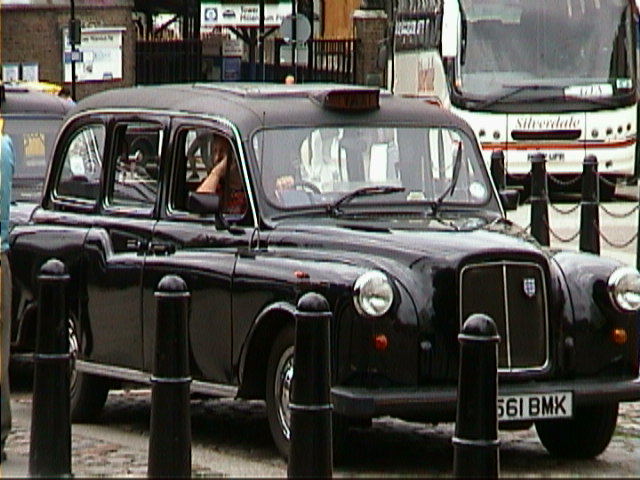
ロンドンタクシー（旧）
オースチン・FX4
1958年 - 1998年

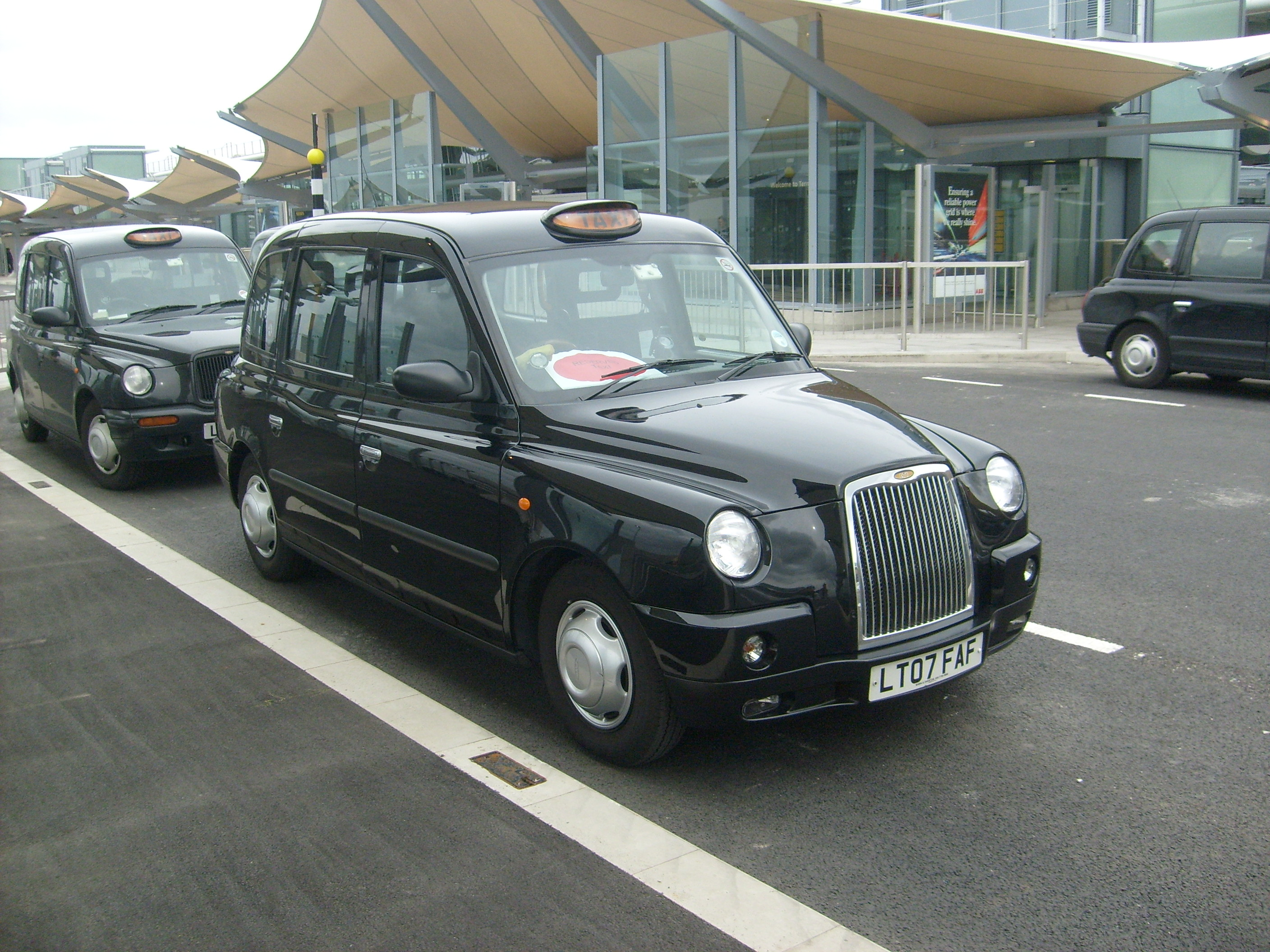
ロンドンタクシー（新）
LTI TX4
2007年 - 2017年

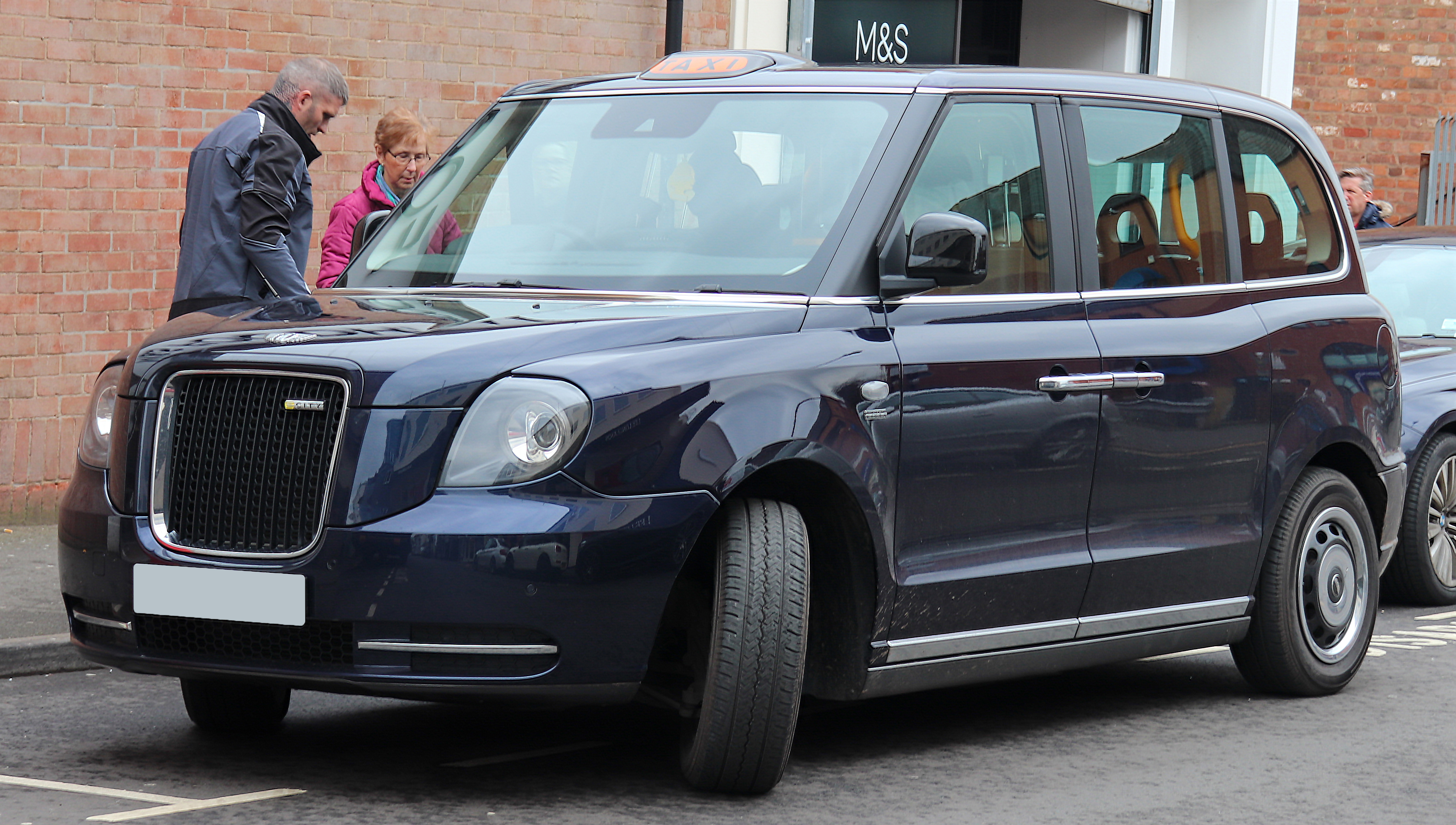
ロンドンタクシー（新）
LEVC TX
2018年 -

ロンドンタクシーは、イギリス・ロンドンを走っている事に由来するタクシーの名称及び商標である。
実際にはロンドンのみならず、英国の多くの主要都市で見られる。旧タイプの車両は黒塗装のものしかなかったため、「Black Cab」が通称となっているが、新型車に替わってから様々な塗装や、ラッピング広告の車両も存在する。

## 概要
ロンドンタクシーは、かつて長年にわたり、イギリス民族資本自動車メーカー最大手のブリティッシュ・モーター・コーポレーション（BMC）とその後身企業が「オースチン」ブランドで販売していたが、1982年以降は実際の生産を担当していたウェスト・ミッドランズ州コヴェントリーのカーボディーズ社に製造権が移管された。カーボディーズは1984年に経営権移行でロンドンタクシーインターナショナル (LTI) と改称、2010年にはLTIの株式を保有していたマンガニーズ・ブロンズが、吉利汽車（ジリー社）に経営権を委譲すると共に、コスト削減のため車体の製造も依頼し、イギリス国内では最終組み立てのみを行うことを決定し、社名もロンドンタクシー社（The London Taxi Company）に改称した。そして2017年には、ロンドンタクシーの全電気自動車化に向けて、工場を設立したのを機に、社名も「ロンドンEV社（The London EV Company、略称：LEVC）」に変更になった。

### 次世代モデルの選定
ロンドンオリンピックを開催した2012年からは、ロンドンタクシーの次世代用車両導入に向けて、大手自動車メーカー各社がロンドン交通局に対し、それぞれ提案を行った。
日産自動車は、ロンドンタクシー用の日産・NV200バネット（1,600 ccガソリンエンジン）を発表した。前輪駆動のNV200にロンドンタクシーとして使用できる旋回能力を与えるため、フェンダー拡大と前輪等速ジョイントの特殊設計を用いて、大柄な前輪駆動車では通常困難な3.8 mの回転半径を実現していた。しかし「ロンドンのブラックキャブ」にはFX4以来のクラシカルなスタイルイメージが強固に定着しており、通常のミニバンにしか見えないNV200の外見には市民から大いに不満が寄せられた。このため日産はデザイン面でもよりロンドンタクシーらしく、丸型2灯ライトなどのリデザインを実施した新型モデルを発表。車種はニューヨークのイエローキャブと同じNV200バネットではあるものの、伝統の丸型2灯ライトを採用しているため、フロント周りが大きく異なっている。しかしながら、ロンドン交通局の新基準により、電気自動車として1回の充電で最低30マイル（約48 km）を走行できる車両であることという要件が追加され、その基準に合わせる場合にコスト面で折り合いがつかなかったために、日産はロンドンタクシーへの自社車両の導入を断念した。
代わりに次世代タクシーの座を射止めたのは、ロンドンEV社（LEVC社）のLEVC TXである。LEVC社は、それまで代々ロンドンタクシーを製造してきたLTI社の後継となる会社であり、親会社の吉利汽車が3億2500万ポンドの投資の元、コヴェントリー近郊に英国初となる電気自動車専用拠点を建設し、TXもそこで生産されている。
TXは旧来の黒塗装を引き継いだが、一番の特徴となるのはやはり電気自動車化されたことであり、搭載のリチウムイオン電池を満充電にした状態でおよそ130 km走ることができる。もちろん有毒な排気ガスは一切排出しない。ロンドンタクシーのタクシードライバーは通常1日でおよそ200 kmほどを走ることから、一見航続距離が不足しているように感じるが、搭載の発電機と燃料タンクを用いることにより、航続距離は約600 kmにまで延びるので、ドライバーの仕事には十分な仕様となっている。バッテリーは、通常使用する22 kWでの充電では45分で容量の60%まで充電することができる。これで100 kmくらいは走ることができる。また50 kWの急速充電用ソケットもついているため、これを用いればより早く充電することが可能である。
2017年12月にはTXがロンドンタクシー用車両として正式に認可され、2018年1月22日に最初のTXが営業運転を開始した。

## 構造
LTI製は最終モデルまで、フロントエンジン・リアドライブの保守的なレイアウトが長く踏襲されてきた。アッパーミドルクラスの比較的大きなボディを持つにもかかわらず、ロンドン市街の狭い道や古いホテルの車寄せでも取り回しが容易なよう最小回転半径が規制され、実際に3.8 mという驚異的な水準に抑えられている（一部の文献で7.6 mとしているものがあるが、「最小回転直径25フィート≒7.62 m」を、半径と誤って記載した結果である）。運転席と客席はリムジンなどと同様に隔壁で仕切られており、後部座席に3人座れるほか、隔壁に折りたたみ式の座席が2席付いていて後部座席に対面して座れ、乗客が最大5人乗れる。
屋根の高い車体は山高帽をかぶったままでの乗降と着座が可能であり、現行モデルは全高が1,800 mmとミニバン級の高さとなり、車椅子のままでの乗車も可能となっている。車椅子用のスロープを搭載しており、設置は数分で完了するという。
ディーゼルエンジン搭載で、モデル TX1（1997年 - 2002年）には旧モデルFX4から引き継がれた日産製 2.7 Lが採用されたが、2002年以降のTX1とTX II（2002年 - 2006年）ではフォード製のデュラトルクZSD424型2.4 Lに置き換えられた。2007年以降のTX4ではVMモトーリ製 2.5 Lとなっている。

## 歴史

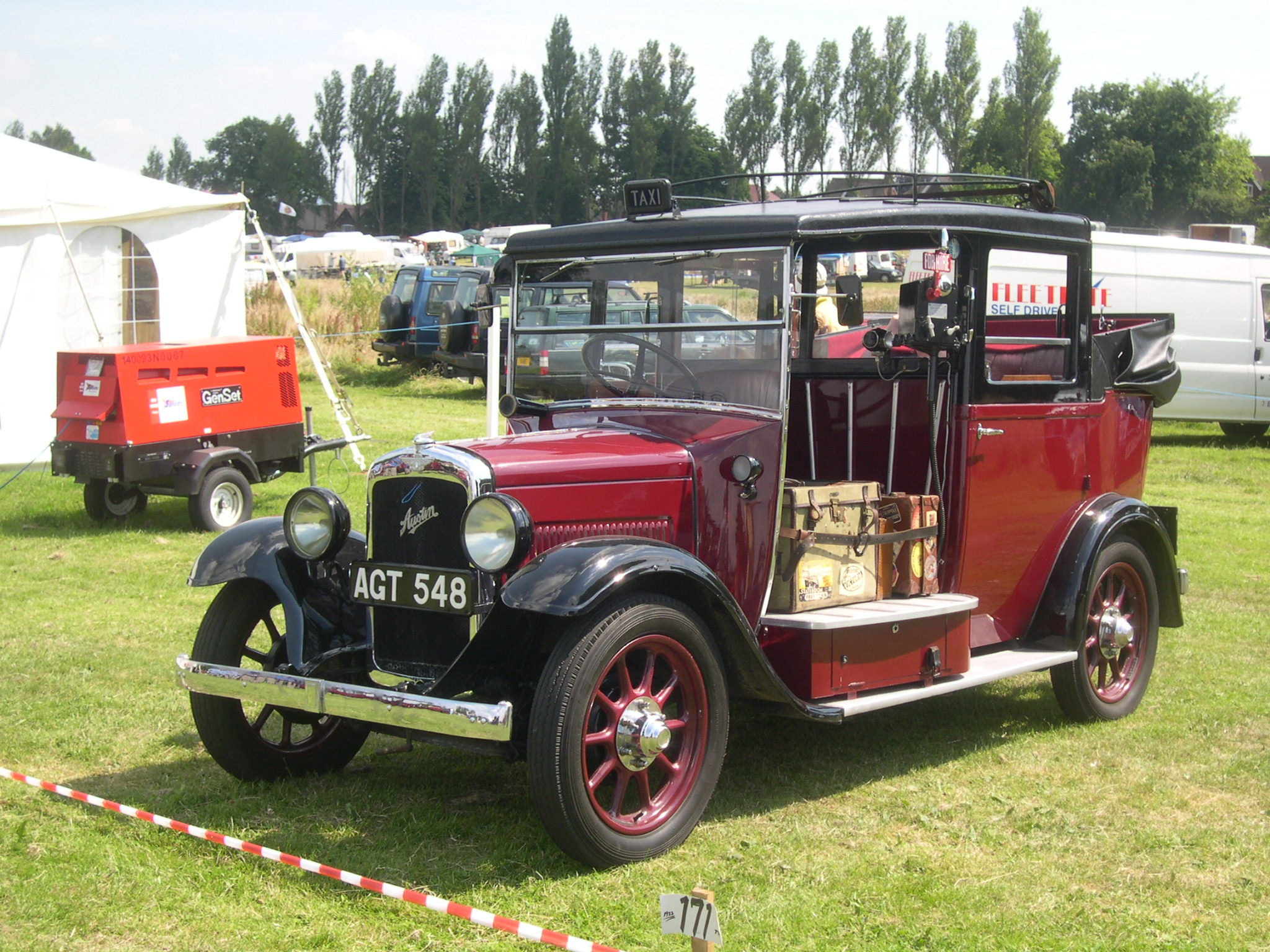
1934年式オースチン・12のタクシーモデル。運転席隣の荷物台に加え、当時は馬車時代からの伝統で客席は幌屋根になっていた

イギリスにおいては辻馬車から移行する形で20世紀初頭の1901年から自動車によるタクシー営業が行われるようになり、辻馬車を指す語「ハックニーキャリッジ」はそのままタクシーを指す言葉として転用された。早くから当局による規格が制定され、主要自動車メーカーとコーチビルダーとの協業、または特装車専用メーカーによってタクシー専用車種が生産されるようになっていた。構造は部分的に馬車の伝統を受け継いで運転席と客室が分断され、車格に比して小回りが利く設計を用いるなど、後年に至るまで引き継がれる基本的な仕様が定められた。
第二次世界大戦終了直後、イギリスの大手民族資本自動車メーカーのうちナッフィールド・オーガニゼーションが1947年に傘下のモーリス・コマーシャル（Morris-Commercial, モーリス商用車部門）から1.8 Lのナッフィールド・オックスフォードを、続いてオースチンが1948年に2.2 Lの「オースチン・FX3」をそれぞれ戦後型のタクシーモデルとして発表した。両車とも前後輪固定車軸で戦前型の形態を濃厚に残し、通常の自動車であれば助手席となる位置をドアの無い荷物置き場にするなど、英国の法で規定されたタクシーの基本構造を踏襲していた。なお、この当時からオースチン・FX3のボディ架装は、ボディ生産メーカーのカーボディーズ社が受託している。
ナッフィールドとオースチンが1952年に大合同してブリティッシュ・モーター・コーポレーションが成立すると、タクシー用の存続モデルはオースチン系のFX3となり、オックスフォードは1953年に2000台弱で製造終了した。FX3は1958年までに12,000台以上を生産し、ロンドンをはじめとする英国内のタクシー需要における大きなシェアを占めた。FX3は生産末期にはメーカー生産またはユーザーのアフターパーツ交換によってディーゼルエンジン搭載も行われるようになり、英国におけるタクシーのディーゼル化の端緒となった。

### FX4シリーズ

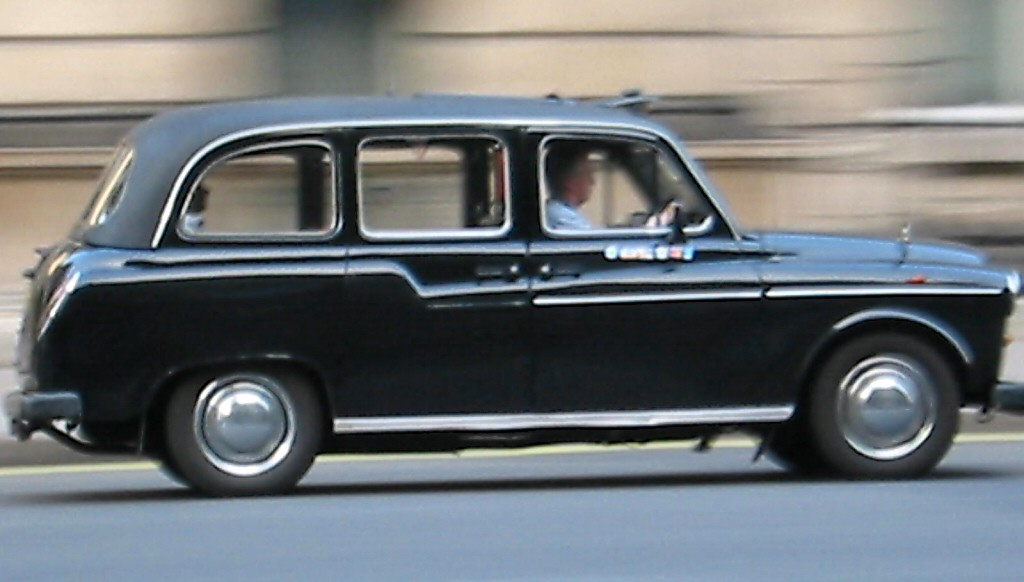
オースチン・FX4は、1960-80年代にロンドンタクシーおよびハックニーキャリッジの代名詞的存在となった

外見的特長のひとつである「空車」をあらわすイルミネーション

BMCが1958年に開発した新型タクシーのオースチン・FX4（Austin FX4）は、その後製造メーカーの所属変更・改良を重ねながらも1997年まで40年近くにわたって累計約75,000台が生産され、世界的にロンドンタクシーとして知られたモデルである。FX3までの前後固定車軸、機械式ブレーキ、運転席横のオープンな荷物置き場といった古典設計が廃され（荷物置き場については法規制が緩和された結果の廃止である）、前輪独立懸架と油圧ブレーキ、幅広な車体に通常の助手席とドアを備えた運転台の採用で大いに近代化されたが、補助席を持つ広い客室と、小回りの利く設計という伝統は踏襲された。ボディ架装は引き続きカーボディーズ社が担当した。
エンジンはFX3での実績と英国の商用車におけるディーゼルエンジン普及を背景に、当初からオースチン製2.2 Lディーゼルエンジンとされ、経済性で有利なことから以後歴代のほとんどがディーゼルエンジン仕様となった。その後 1971年には2.5 Lディーゼルが採用された。また、1982年のFX4Rはランドローバー製2.2 L、1985年のFX4Sは2.5 Lを搭載、1989年 の“Fairway”シリーズでは日産製TD27型を搭載するようになっている

FX4の中には、パーキンス / マツダ製の 3.0 L ディーゼル（HA系〈パーキンス・4.182エンジンのライセンス生産〉、2トントラック用）に換装されたものがあり、非常にパワフルで信頼性に富んでいるが、アイドリング振動と発生トルクの大きさで、シャシに亀裂が入ることがあった。1962年にはオプションでオースチン製2.2 Lガソリンエンジンが設定されたが、1973年に廃止されている。またFX4は当初からボルグ・ワーナー製自動変速機（AT）をオプション搭載できたが、当初はマニュアルトランスミッションが主流で、ロンドンタクシーのほとんどがディーゼルエンジンと自動変速機の組み合わせとなったのは1970年代以降である。
BMCが企業再編で1966年にブリティッシュ・モーター・ホールディングス（BMH）、さらに1968年にブリティッシュ・レイランドとなっても、FX4シリーズはタクシー業界の固定需要と、基本的な完成度・信頼性の高さによって生産が続行され、同車はイギリス全土で標準型タクシーとして広く普及した。
この間、1971年にはFX4のシャーシ生産設備もブリティッシュ・レイランドからカーボディーズに移管され、ボディとシャーシ双方をカーボディーズが一貫生産するようになった。そしてブリティッシュ・レイランドの経営難により、1982年にFX4の製造権自体もカーボディーズに移り、正確にはこの時点でオースチンの名称が外れている。また1970年代から1980年代にかけ、カーボディーズはFX4の後継モデルの開発を幾度か試みたが、この時点では結局頓挫した。
FX4の生産はカーボディーズがマンガニーズ・ブロンズ社の傘下に入ってロンドンタクシー・インターナショナル（LTI）に改称した1984年以降も続行され、後継の新世代ロンドンタクシーとなるTX1の発売で1997年にようやく世代交代が果たされた。FX4の「ロンドンタクシー」としてのイメージがあまりに強く定着していたため、TXシリーズもデザインモチーフはFX4風のレトロモダンデザインを採用した。

## 日本への輸入
FX4は、後期モデル以降、断続的に日本に輸入される事例がみられるようになった。しかしその用途は、結婚式場等でのリムジンや、遊園地等のイベント用、個人（マニア）向けなど限定的であり、輸入数も少数に留まるのが現状である。これは、もともと本車種はタクシー用車両とはいえ、燃料が軽油であることや車両価格も高く、日本で主流のLPG燃料の国産のタクシー車両と比較するとタクシー営業にマッチしないためである。
FX4は、当初藤城商店により輸入された。その後エンジンが日産製となる際に日産の関連会社「日産トレーデイング」の輸入となり、一時は日産ディーゼル（現「UDトラックス」）のディーラー網を通じ販売されたこともあった。その後光岡自動車により輸入されていたがディーゼル車の排ガス規制等を理由に輸入が中止された。2011年からは、岩本モータースの手により三菱製ガソリンエンジンを搭載した特別モデルであるen:TX4が輸入販売されている。
現在FX4は、観光地のタクシーや、個人タクシーの車両として人気があるほか、花嫁衣装での乗降のしやすさから、ウエディング送迎用の『リムジン特別仕様車TX4』が明治神宮・明治記念館などの結婚式場で利用されている。また、社会の高齢化に伴い、車椅子のまま利用出来るスロープ付き福祉車両が個人所有の介護車両や老人介護施設の送迎用にも採用されている。なお、リムジン特別仕様車TX4は後部座席乗降りの際、ドアだけでなく屋根の一部が上方に開口できるなど、花嫁衣裳や髪形に配慮できる点が好評である。

## 運転資格
一部の営業区域を除いて普通自動車第二種免許があれば誰でも運転できる日本のタクシーとは異なり、ナレッジ試験（The Knowledge of London、単に The Knowledge とも）と呼ばれる世界有数の厳しい試験に合格しなければロンドンタクシーの運転手にはなれない。この試験では運転技術のみならず、ロンドン市内の地理・道路・施設などを全て記憶し、出発地から目的地などへの最短距離を即座に示す事が求められる。そのためタクシードライバーになるには3 - 4年程かかる。

## 画像
- 歴代の車両と他国での使用例

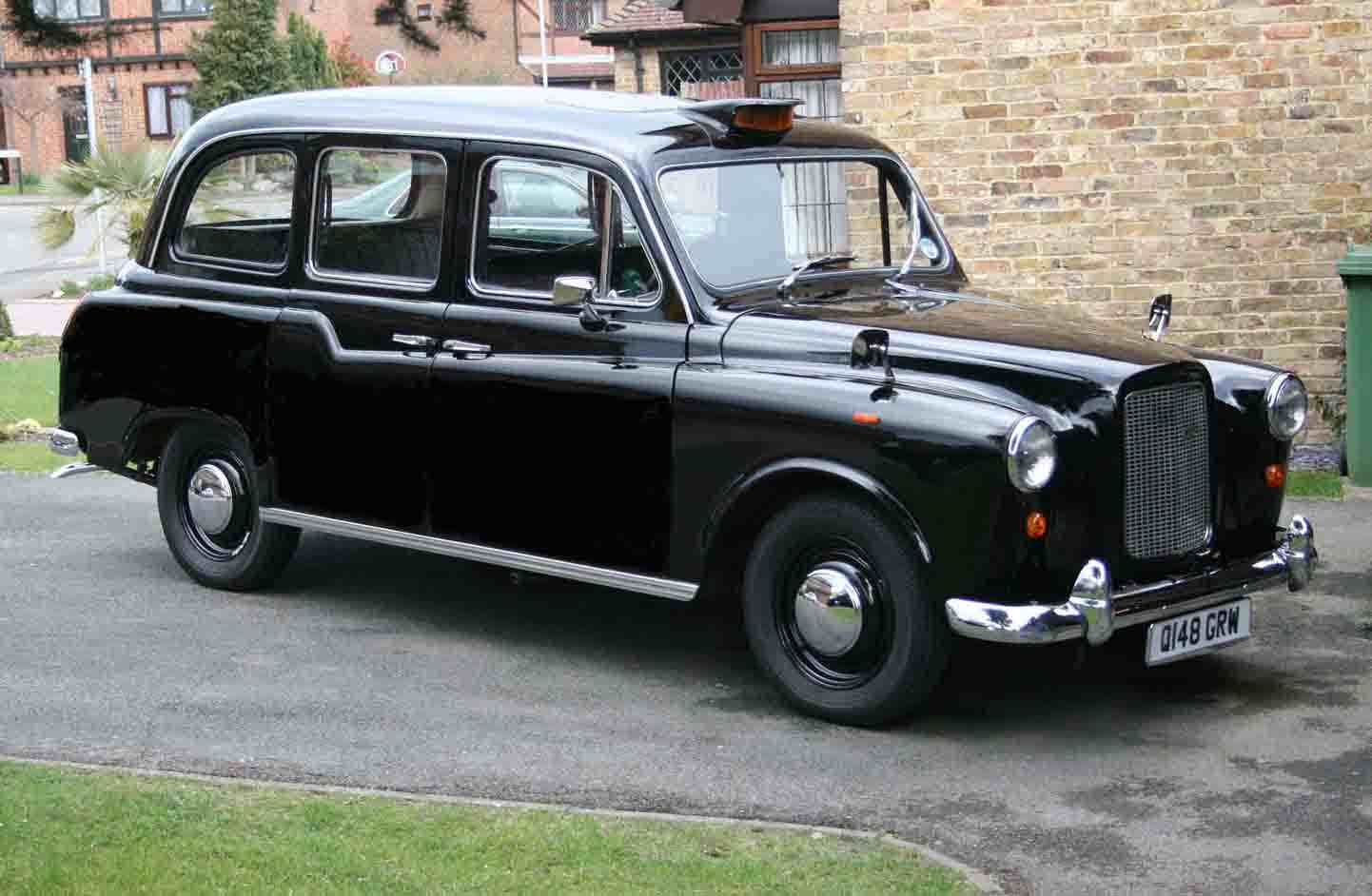
オースチン/LTI FX4 1958年 - 1998年
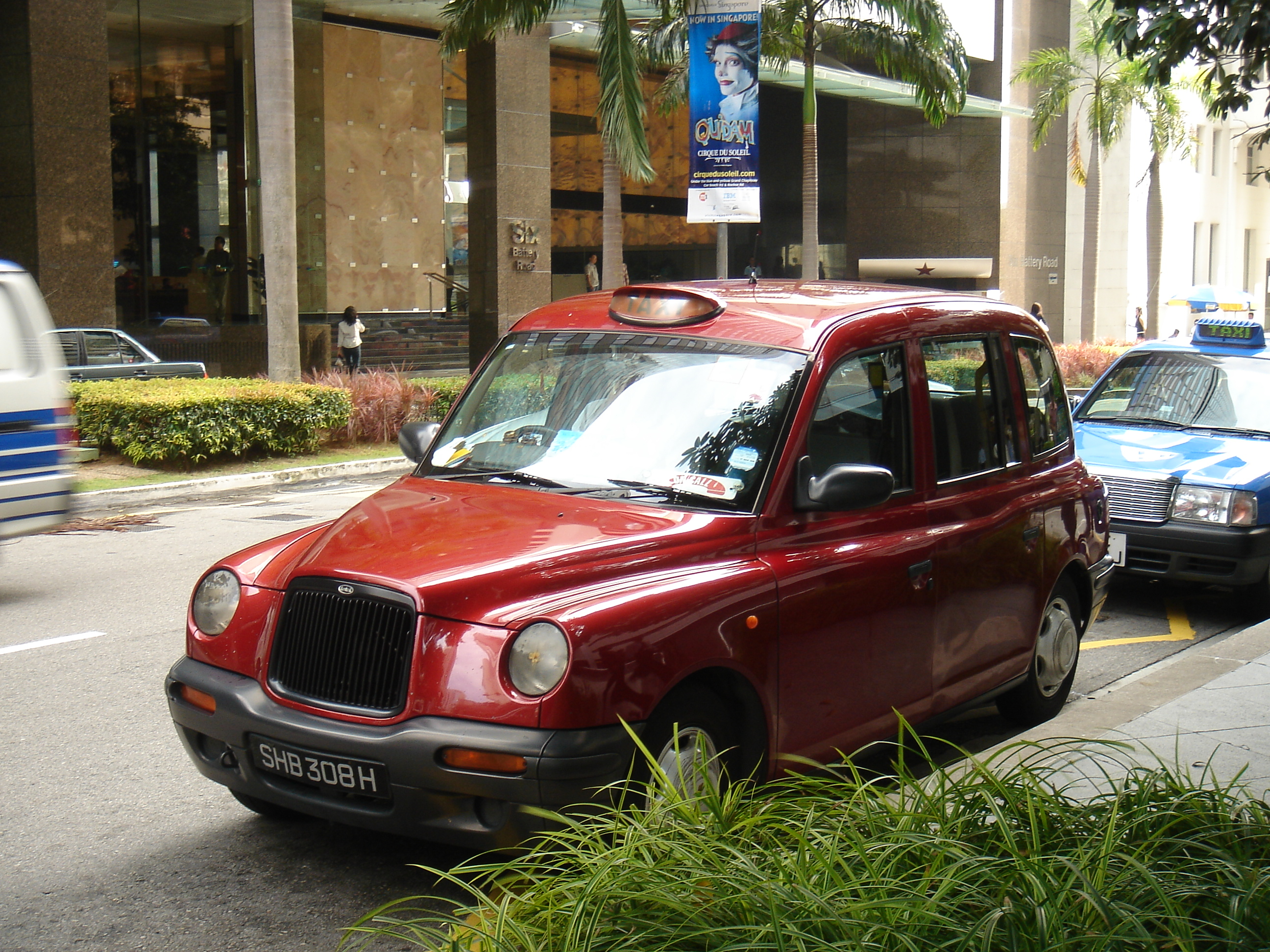
LTI TX1 1998年 - 2002年 （シンガポール仕様車）
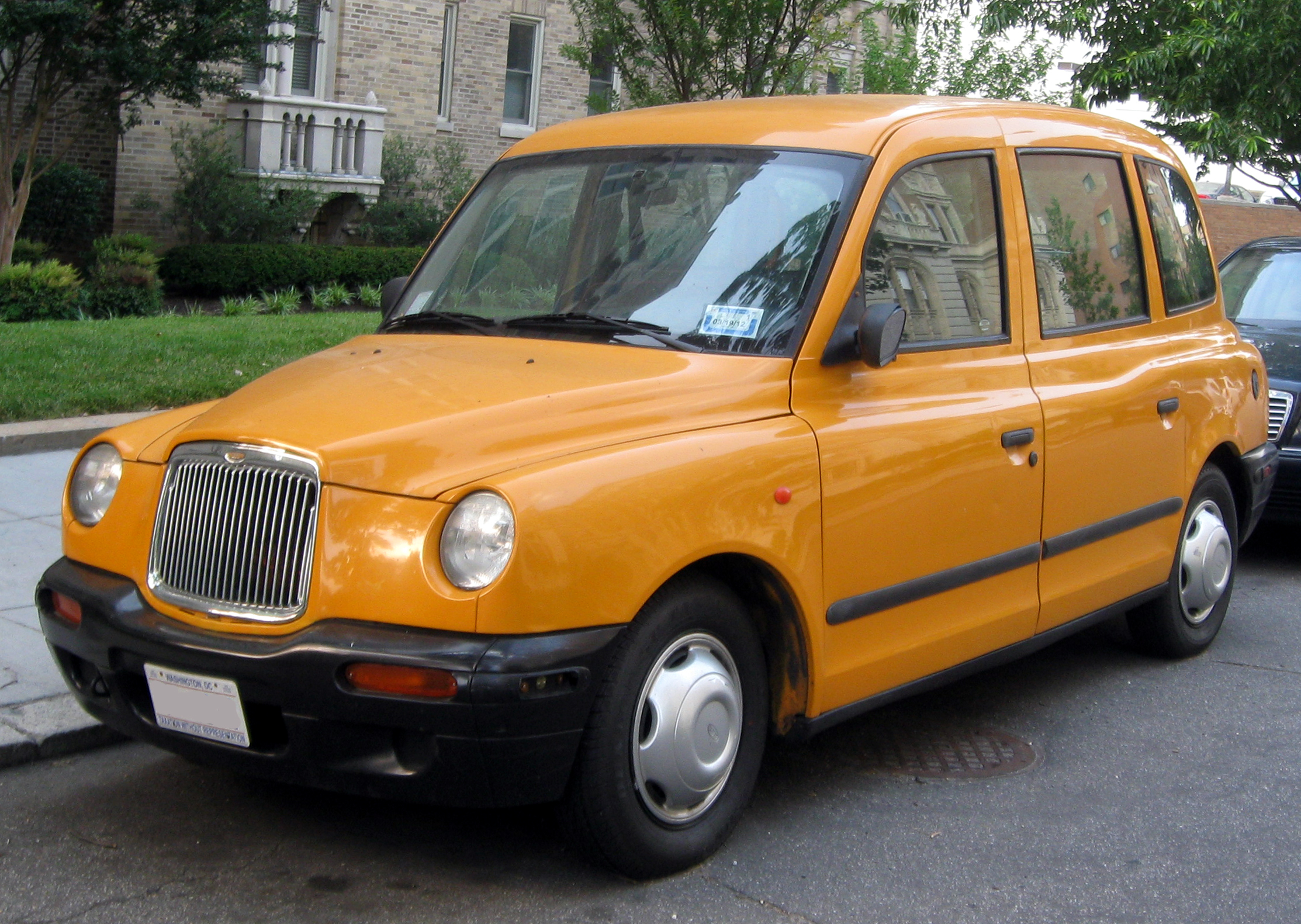
LTI TXII 2002年 - 2006年 （米国仕様車）
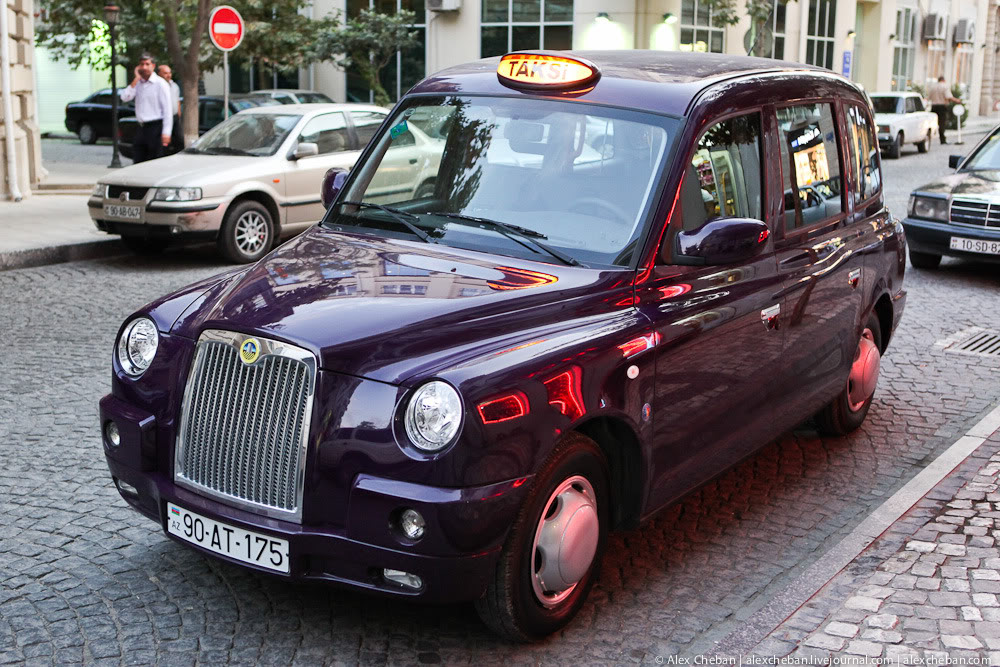
LT4 TX4 2007年 - 2017 （アゼルバイジャン仕様車）
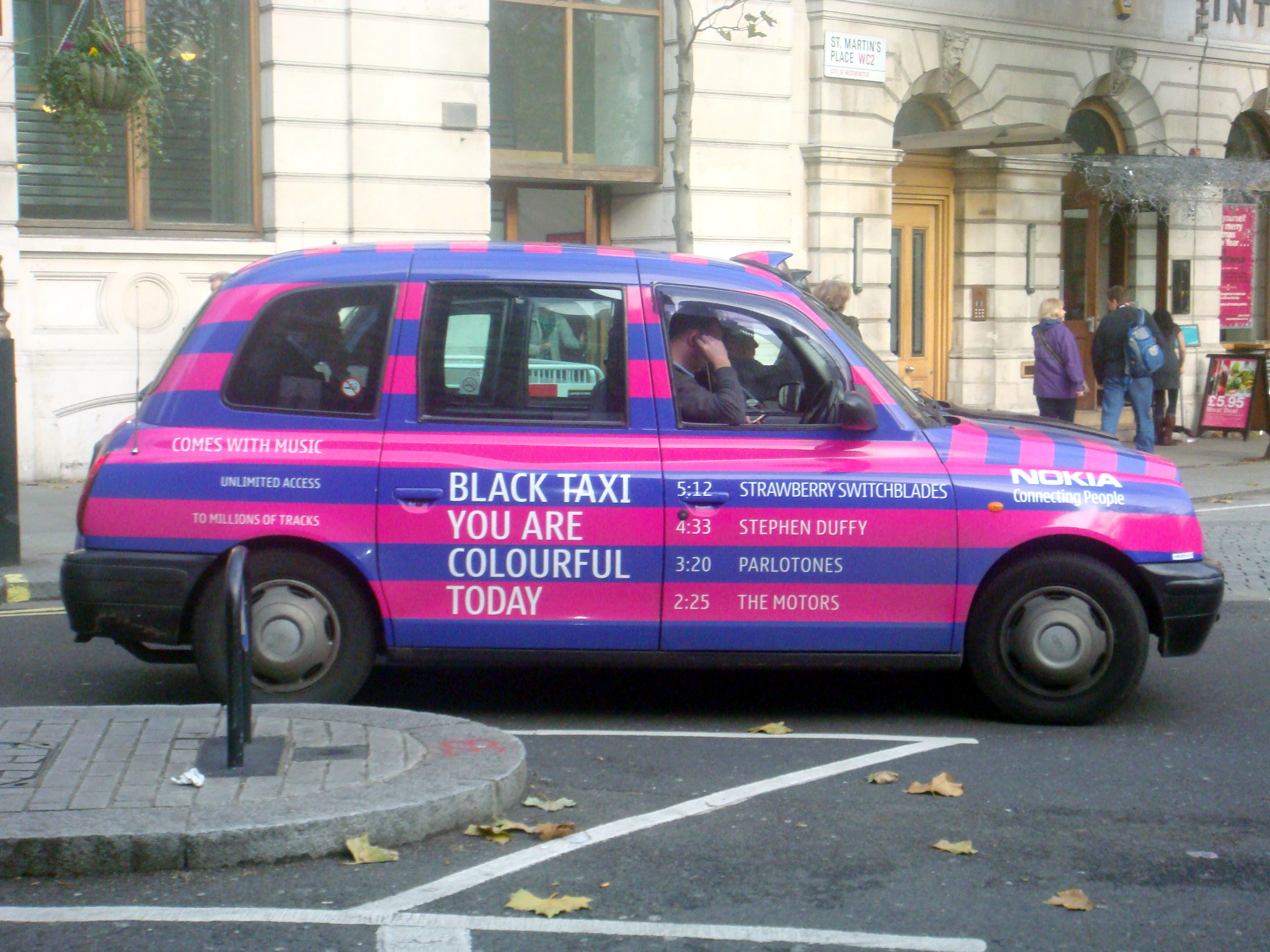
ノキアのラッピング広告が施された車両
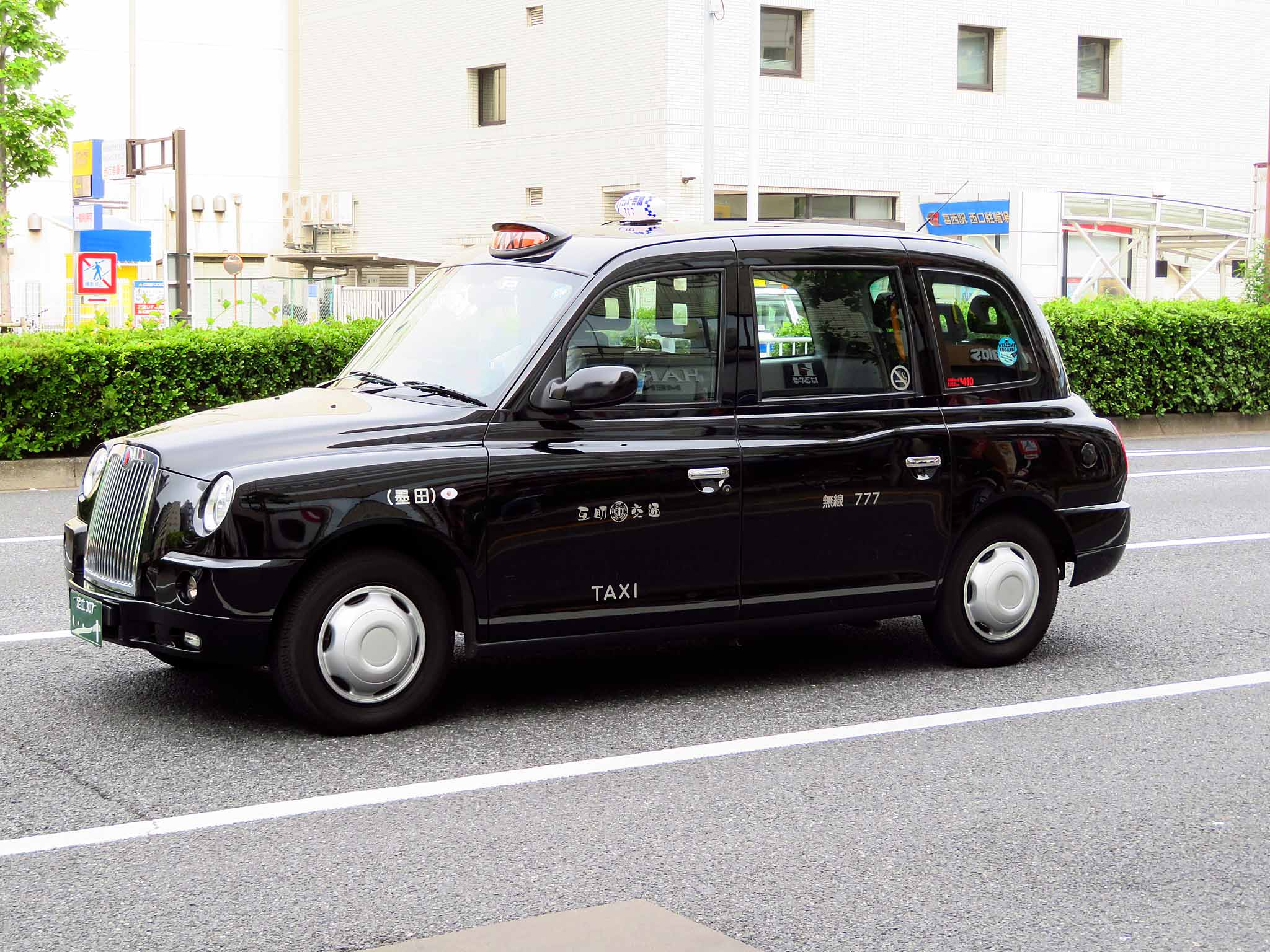
日本におけるタクシーとしての使用例 （チェッカーキャブ・互助交通（当時））[注 5]